# ناحیه داگلاس، میشیگان
ناحیه داگلاس (به انگلیسی: Douglass Township) یک منطقهٔ مسکونی در ایالات متحده آمریکا است که در شهرستان مونتکالم، میشیگان واقع شده‌است.
 ناحیه داگلاس ۹۲٫۵ کیلومتر مربع مساحت و ۲٬۳۷۷ نفر جمعیت دارد و ۲۷۷ متر بالاتر از سطح دریا واقع شده‌است.